# Tayikistán en los Juegos Olímpicos de Turín 2006
Tayikistán estuvo representado en los Juegos Olímpicos de Turín 2006 por un deportista masculino que compitió en esquí alpino.
El portador de la bandera en la ceremonia de apertura fue el esquiador alpino Andrey Drygin. El equipo olímpico tayiko no obtuvo ninguna medalla en estos Juegos.